# Gigaset Communications
Gigaset Communications GmbH — «дочерняя компания» Gigaset AG. Образованная 1 октября 2005 года как Siemens Home and Office Communication Devices GmbH & Co. KG — 100 % дочерняя компания Siemens AG.
29 июля 2008 года Siemens AG и немецкая ARQUES Industries AG подписали соглашение о передаче 80,2 % акций Siemens Home and Office Communication Devices GmbH & Co. KG (SHC) компании ARQUES с 1 октября 2008 года. Впоследствии компания ARQUES в пресс-релизе от 9 декабря 2010 года объявила, что достигнуто соглашение о выкупе оставшейся доли акций в 19,8 % у Siemens AG. 18 февраля 2011 года сама ARQUES Industries AG, решением внеочередного совета директоров, изменила своё название на Gigaset AG.
Компания разрабатывает, производит и занимается дистрибуцией семейства продуктов Gigaset, используя наработки Siemens, включая беспроводные телефоны стандарта DECT, традиционные телефоны фиксированной связи и телефоны Voice over IP (VoIP), а также устройства широкополосного доступа и оконечные устройства для домашних мультимедийных систем.
 1 июля  2009 года завершена сделка по продаже бизнеса по производству  устройств широкополосного доступа и оконечных устройств для домашних мультимедийных систем французской компании Sagem Communications.
На текущий момент Gigaset Communications прекратило использование торговой марки Siemens в связи с истечением срока лицензионного соглашения, и продолжает выпуск продукции под брендом Gigaset.